# Фернандес, Рене
Рене́ Ферна́ндес (исп. René Fernández; 30 ноября 1905 или 1906, Ла-Пас — 1956, Боливия) — боливийский футболист, нападающий, участник чемпионата мира 1930 года.

## Карьера

### Клубная
Рене Фернандес играл за клуб «Альянса Оруро» (по другим данным — за «Литораль»).

### В сборной
Принял участие в чемпионате мира 1930 года. Фернандес выходил на поле в играх против Югославии и Бразилии, голов не забил.